# Deutsche Gesellschaft für Manuelle Medizin
Die Deutsche Gesellschaft für Manuelle Medizin e. V. (DGMM) ist eine medizinische wissenschaftliche Gesellschaft mit Sitz in Hamm. Sie ist Mitglied in der Arbeitsgemeinschaft der Wissenschaftlichen Medizinischen Fachgesellschaften.
Ziele sind die wissenschaftliche Gestaltung und Koordinierung der Weiter- und Fortbildung von Ärzten im Bereich der Manuellen Medizin (MM) einschließlich der Osteopathie. Die DGMM unterstützt  die Förderung und Sammlung wissenschaftlicher Arbeiten auf dem Gebiet der MM. Sie vertritt die MM innerhalb der deutschen und internationalen medizinischen Wissenschaften und gegenüber Behörden sowie den ärztlichen berufsständischen Organisationen und die Ausrichtung von und die Mitarbeit an wissenschaftlichen Tagungen auf dem Gebiet der MM. Die DGMM gibt seit 1962 die im Springer-Verlag erscheinende Zeitschrift Manuelle Medizin mit jährlich 4 Heften heraus. Die  Zeitschrift ist gleichzeitig europäische Zeitschrift  „European Journal of MM“.
Die DGMM arbeitet mit an der Verwirklichung europäischer, mittelfristig auch weltweiter Standards der manuellen  Untersuchung und manuellen Therapie und schafft hierfür wissenschaftliche theoretische Grundlagen und fördert klinische Studien.
Der Verein hat persönliche und korporative Mitglieder (juristische Personen), ferner Ehrenmitglieder und korrespondierende Mitglieder. Korporative Mitglieder sind die "Deutsche Gesellschaft für muskuloskelettale Medizin (DGMSM), das Dr.-Karl-Sell-Ärzteseminar Neutrauchburg (MWE) und die Ärztevereinigung für Manuelle Medizin – Ärzteseminar Berlin (ÄMM).
International ist der Verein mit der European Society of Manual Medicine (ESSOMM) und der Fédération Internationale de Medicine Manuelle verbunden.
Der Verein unterhält eine Forschungsberatungsstelle (FBS) MANUELLE MEDIZIN mit Sitz am Institut für Physiotherapie des Universitätsklinikums Jena. Ziel dieser Einrichtung ist es, das Interesse und das Engagement für die Forschung in diesem Bereich zu intensivieren und zu unterstützen. Das FBS möchte niedergelassene und klinisch tätige Manualmediziner sowie manualmedizinisch engagierte Physiotherapeuten motivieren, Forschungsarbeiten mit manualmedizinischen Fragestellungen mit dessen Hilfe zu planen und durchzuführen.
Der Verein fördert über ihre Mitglieder die Weiter- und Fortbildung von Ärzten in Manueller Medizin und von Physiotherapeuten in Manueller Therapie. Sie erfüllt mit den Inhalten und der Organisation ihrer Weiter- und Fortbildungskurse den von der Bundesärztekammer und den gesetzlichen Krankenkassen vorgegebenen Standard.

## Geschichte

### Karl Sell und die Gründung der MWE
Der Mediziner Karl Sell diente während des Zweiten Weltkriegs in Feldlazaretten, wo er mit Erschöpfungszuständen, Schmerzzuständen und Gelenksblockierungen der Soldaten konfrontiert wurde. Aufgrund seiner Erfahrungen entwickelte er eigenständig eine Schule der Manuellen Medizin, bei der ähnlich wie bei der Chiropraktik die Wiederherstellung der gestörten Gelenkfunktion durch Manipulationen im Mittelpunkt stand. 1953 wurde in Isny-Neutrauchburg die „Ärztegesellschaft für Manuelle Medizin der Wirbelsäule und Extremitäten e. V.“ (MWE) gegründet.

### Albert Cramer und die Gründung der FAC
Ebenfalls im Jahr 1953 wurde durch Albert Cramer und dessen Bruder in Hamburg der erste Nordwestdeutschen Chirurgen- und Orthopädenkongress unter der Schirmherrschaft von Prof. Mau in Hamburg geleitet. Am Ende des Kongresses gründete er die „Forschungs- und Arbeitsgemeinschaft für Chiropraktik e. V.“ (FAC) mit etwa 70 Gründungsmitgliedern. Auf Anregung von Udo Derbolowsky hin wurde die FAC später in „Forschungsgemeinschaft für Arthrologie und Chirotherapie“ umbenannt.

### Gründung der DGMM
Die DGMM wurde im Jahr 1966 aus dem Zusammenschluss der MWE und der FAC gegründet. Karl Sell war der Präsident der DGMM bis 1970; anschließend wurde der Verband von Hanns-Dieter Wolff geleitet.

### DGMM heute
Zum 1. Januar 2025 übernahm Norman Best für die nächsten vier Jahre die Präsidentschaft der DGMM. Er folgte auf Hermann Locher.